# Euxoa flavomaculata
Euxoa flavomaculata là một loài bướm đêm trong họ Noctuidae.